# OpenCourseWare
Der Begriff OpenCourseWare, auch OCW, bezeichnet frei als Open Access über das Internet verfügbare Lehr- und Lerneinheiten von Hochschulen. Damit handelt es sich um eine Unterbegriff von Open Educational Resources.

## Geschichte
Die OCW-Bewegung begann 1999, als die Universität Tübingen die ersten Lehrvideos ihrer Dozenten im Rahmen der timms-Initiative veröffentlichte. Ein deutlicher Verbreitungsschub gelang jedoch erst dem Massachusetts Institute of Technology (MIT), welches im Oktober 2002 das Projekt MIT OpenCourseWare gestartet hatte. Verstärkt wurde die Bewegung dann zusätzlich durch ähnliche Projekte an der Yale University, der University of Michigan und der University of California, Berkeley. 
Darauf aufbauend wurde im Jahr 2008 das unabhängige, gemeinnützige OpenCourseWare Consortium gegründet, bei dem sich über 250 Hochschulen und unterstützende Organisationen zur Förderung von OpenCourseWare zusammengeschlossen haben, um den freien Zugang zu Bildung zu erhöhen. Die Mission des OpenCourseWare Consortium ist es, sowohl formelles als auch informelles Lernen durch weltweites Teilen von freien, offenen, qualitativ hochwertigen Lehrmaterialien voranzutreiben. So sind im Kollektiv bis heute Materialien von über 13.000 Unterrichtskursen in 20 verschiedenen Sprachen veröffentlicht, auf die über die Website des Consortiums zugegriffen werden kann.
Das OpenCourseWare Consortium definiert OpenCourseWare-Sites als
- offene digitale Publikation von Lehrmaterialien in hoher Qualität, organisiert in Form von Kursen,
- die zur Nutzung und Anpassung unter einer freien Lizenz verfügbar sind,
- und typischerweise kein Zeugnis und keinen Zugang zu Lehrern bietet.[4]

Ab zehn veröffentlichten Kursen wird eine Hochschule beim OpenCourseWare Consortium aufgenommen, es sind inzwischen über 250 Hochschulen.

## Statistiken
Das MIT OCW wird durchschnittlich jeden Monat von mehr als einer Million Lernenden und Lehrenden besucht. Zugang zu weiterführenden Statistiken finden sich auf der Internetpräsenz des MIT unter der angegebenen Referenz. Auch das OpenLearn ist Angehöriger des OpenCourseWare Konsortium.

## Kritik
- Die Kursinhalte werden häufig nicht vollständig angeboten, sodass die für viele interessanten Teile den zahlenden Studierenden vorbehalten sind,
- sie sind nicht immer aktuell.
- Man spricht auch von einer kommunikativen Einbahnstraße, da kein direkter Feedbackkanal zum Dozenten bzw. Ersteller der Lehreinheiten besteht.